# Gunung Anu
Gunung Anu är ett berg i Indonesien. Det ligger i den västra delen av landet, 1 600 km nordväst om huvudstaden Jakarta. Toppen på Gunung Anu är 2 915 meter över havet. Gunung Anu ingår i Van Daalen Mountains.
Terrängen runt Gunung Anu är bergig åt nordost, men åt sydväst är den kuperad.  Trakten runt Gunung Anu är nära nog obefolkad, med mindre än två invånare per kvadratkilometer. I omgivningarna runt Gunung Anu växer i huvudsak städsegrön lövskog.